# Monkey Trouble
Monkey Trouble is een film uit 1994 onder regie van Franco Amurri.

## Verhaal
Sinds Eva Boylan geen enig kind meer is, voelt ze zich eenzaam. Ze wordt bevriend met een aap, die voor zijn gemene baasje kunstjes doet voor geld. Ze wil niet meer dat de aap bij de man woont, als ze erachter komt dat hij het aapje heeft leren zakkenrollen.

## Rolverdeling
| Acteur               | Personage  |
| -------------------- | ---------- |
| Thora Birch          | Eva Boylan |
| Harvey Keitel        | Azro       |
| Mimi Rogers          | Amy        |
| Christopher McDonald | Tom        |